# Кретов Анатолій Вікторович
Анатолій Вікторович Кретов (нар. 22 липня 1976, Макіївка, Донецька область, УРСР) — український футболіст, півзахисник. Зіграв 22 матчі у вищій лізі України.

## Життєпис
Вихованець футбольної школи донецького «Шахтаря». На дорослому рівні розпочав виступати в 1993 році в аматорській команді «Кіровець» (Макіївка). У 1990-ті роки грав у другій лізі Росії за тобольський «Іртиш», нижньовартовський «Самотлор-XXI» і «Спартак» (Луховиця). Також виступав у другій лізі України за «Металург» (Комсомольське) й «Оскіл» (Куп'янськ).
У 2001 році виїхав виступати до Фінляндії, грав за клуб третього дивізіону «ЯБК» (Якобстад) і команду другого дивізіону «ГБК» (Коккола).
У 2003 році повернувся в Україну й приєднався до команди «Нафтовик» (Охтирка), в якій провів наступні шість сезонів. У сезоні 2006/07 зі своїм клубом став переможцем першої ліги і наступний сезон провів у вищій лізі, де зіграв 22 матчі, проте за підсумками сезону команда вилетіла назад в першу лігу. Через сезон знову виїхав до Фінляндії, а наприкінці кар'єри виступав за «Макіїввугілля» зі свого рідного міста. У віці 37 років завершив спортивну кар'єру.
Закінчив Донецький інститут фізичної культури, спорту і туризму(1998). З 2014 року працював дитячим тренером в системі донецького «Шахтара». Одночасно продовжуючи підтримувати форму граючи за аматорські клуби свого міста. У 2017 році переїхав в Київ, де отримав тренерську ліцензію та був прийнятий на посаду головного тренера аматорської команди ФК «ЧАЙКА».
2018 рік, На даний момент підвищує категорію тренерської ліцензії і готує команду ФК «ЧАЙКА» для виходу в другу лігу.

## Особисте життя
Старший брат Віталій (нар. 1975 року) теж був футболістом, грав за клуби нижчих дивізіонів України, Росії та Фінляндії. У багатьох клубах грав разом з братом.